# Изненадна срчана смрт у спорту
Изненадна срчана смрт у спорту (акроним ИССС) (лат. Mors cardiaca subita) је природна, али неочекивана смрт код особа које се баве спортом узрокована срчаним обољењем, а у одсуству других потенцијално смртоносних узрока, која се манифестује губитком свести и другим симптомима, насталим унутар једног сата од почетка акутних промена у фукцији срчаносудовног (кардиоваскуларног) система.
Свима је познати са физичка активност пружа мноштво здравствених користи, и де је  физичка неактивност водећи фактор ризика за кардиоваскуларни морбидитет и морталитет. Међутим да би се постигли ови бенефити здравог и квалитетног начина живота, потребно је изложити се релативно умереном, а не екстремном физичком оптерећењу. Међутим, многи спортисти или рекреативци превазилазе ове оквире и упражњавају активности много већег физичког оптерећења. Међутим како једна група спортисти или рекреативца  може имати маскирано срчано обољење, код њих се  у одређеним ситуацијама након интензивна физичка активност може јавити изненадна смрт. 
Мало је вероватно да ће било који скрининг програм бити ефикасан у одговарајућој идентификацији свих спортиста који су у ризику од изненадне срчане смрти; стога су повећани приступ аутоматизованим спољним дефибрилаторима, као и обука из кардиопулмоналне реанимације на нивоу заједнице важна средства  за смањење морбидитета и преживљавања након срчаног застоја, односно смањење учесталости  изненадне срчане смрти у спорту.

## Епидемиологија и етиологија
У литератури постоје подаци да се по једна изненадна срчана смрт јавља на сваких 396.000 часова џогинга, 13.000 до 26.000 часова скијања, 5.000 часова играња рагбија, или 1 до 2 случаја смрти на 100.000 годишње.  
Како дефиниција спортиста  варира;  и може се односити на оне који учествује у организованом тимском или индивидуалном спорту који захтева такмичење против других као централну компоненту, и захтева висока улагања на изврсност и постигнућа и захтева неки облик систематског (и обично интензивног) тренинга . неке процене инциденције укључују само смрт отоком напора или убрзо након напора (<1 сат) , док друге укључују било коју ИСС код спортиста (током или ван напора), а такође и епизоде оживљеног изненадног срчаног застоја . Због ових  недоследности које узимају у обзир широк опсег процењене учесталости ИСС код спортиста у ранијим извештајима она се креће, од 1 на 3.000 до 1 на 1 милион.
Досада је утврђено више од 20 различитих патолошких ентитета који могу бити узрок изненадне срчане смрти код спортиста. Међутим, само неколико фактора је одговорна за велику већину смртних исхода. Након прегледа неких од студија утврђено је:
- У студији McCaffrey и сар. из 1991. да је хипертрофична кардиомиопатија била узрок ИССС у 24% случајева, док су аномалије срчаних артерија узроковале смрт у 18% случајева. Болест коронарних артерија узроковала је 14%, а миокардитис 12% од укупног броја ИСС.
- У студији Марона и сар. из 1982. да је хипертрофична кардиомиопатија узроковала 46% од укупног броја изненадних срчаних смрти, док су аномалије срчаних артерија биле узрок ИСС у 19% случајева.
- У Немачкој се током физичке активности  јави 122 случаја, ИССС  (85%). Само 22 случаја (15%) су се догодила до 1. сата након престанка активности.[5]
- Код жена у спорту, ИССС се јавља девет пута ређе у односу на мушкарце, а као разлози наводе се мањи број активних жена спортиста у односу на мушкарце, боља адаптација кардиоваскуларног система, мање стресогени захтеви у такмичењу, као и ређе дијагностиковање хипертрофичне кардиомиопатије код жена у општој популацији.[1]
- У једној Швајцарској студији током  праћења од 12 година (од 1999. до 2010) забележено је 349 случајева ИСС (просечна старост умрлих била је 30 ± 7 година, 76,5% мушкараца); 297 случајева је категорисано као неспортисти, 31 као спортисти рекреативци а 21 као  спортисти такмичари. Инциденције ИССС на 100.000 особа-година [средња вредност (95% ЦИ)] биле су најниже код спортиста рекреативца  [0,43 (0,35-0,56)], затим спортиста такмичара [1,19 (0,89-1,60)] и неспортиста [2,46 (2,27-2,66) ]. У све три категорије, коронарна артеријска болест  са или без акутног инфаркта миокарда   била је најчешћи узрок ИСС. Три професионална спортиста к,оји су свртсани у категоријиу спортиста такмичара, имала су ИСС због акутног инфаркта миокарда.[2]

Изненадна срчана смрт код младих спортиста има низ узрока,  као што су урођене или генетски посредовани кардиоваскуларне болести,  аномалија коронарних артерија, друге кардиомиопатија или примарних аритмогених поремећаја, али најчешћи узрок је неоткривена хипертрофична кардиомиопатија. 
Спортисти са танким грудним кошем имају ризик од комоције срца - лат. commotio cordis (када се изненада догађа вентрикуларна тахикардија или фибрилација након удара у предкордијум), чак и без поремећаја кардиоваскуларног система. Ударац може укључити пројектил средње снаге (нпр бејзбол лопту, хокејашки пак, хокејашку лопту на трави) или судар са другим играчем током рањиве фазе реполаризације миокарда. Неки млади спортисти умиру од руптуре анеуризме аорте (Марфанов синдром).
Код старијих спортиста, изненадна смрт најчешће је последица коронарне болести. Понекад узроци могу бити и хипертрофична кардиомиопатија, пролапс митралног залистка или стечена болест залистака.
У другим стањима, у којима вентрикуларна тахикардија или фибрилација доводе до смрти (астма, топлотни удар, намерно узимање лекова за повећање спортског досега), они су пре терминални него примарни догађај.

## Клиничка слика
Симптоми и знаци повезани су са кардиоваскуларним колапсом и дијагноза је очигледна. 

## Тарапија
Хитна помоћ са процедурама кардиоваскуларне реанимације је успешна код < 20% пацијената, проценат се може повећати широко распрострањеном доступношћу аутоматизованих спољних дефибрилатора у заједници. 
Код преживелих пацијената лечење је усмерено на основну болест.

## Превенција
Највећи ризик за нежељене догађаје током бављаења спортом имају  појединци  са седентернимн и физички неактивним начином живота. Код таквих особа вежбањем, кроз постепено прогресивни програм требало би повећавати кондицију и тако мање ризик од кардиоваскуларних „догађаја“ без претераног ризика. 
Пацијенте са познатом срчаном болешћу, такође треба саветовати да у своје програме вежбања укључе најмање 5 минута загревања и хлађења, како би смањили вероватноћу изазивања срчане исхемије наглим, интензивним физичким напором и избегли смањење циркулишуће запремине крви, која се може јавити наглим престанком физичке активности. 
Физички неактивни појединци и пацијенти с познатим кардиоваскуларним болестима требало би да избегавају напорне, неуобичајене вежбе у прекомерно хладним или врућим временским условима. 
Повећана надморска висина смањује доступност кисеоника и повећава кардиореспираторне и хемодинамске одговоре за дати субмаксимални интензитет рада, повећавајући тако потребе срца. Појединци који вежбају на висинама >1.500 m требало би да ограниче интензитет вежбања до аклиматизације. 
Активни појединци требало би да модификују и непрестано усклађују своје програме вежбања:
- као одговор на разлике у својим капацитетима за вежбање,
- нивоу уобичајене активности,
- окружењу.